# Gul kulhalsbock
Gul kulhalsbock (Acmaeops pratensis) är en skalbaggsart som först beskrevs av Johann Nepomuk von Laicharting 1784.  I den svenska databasen Dyntaxa används istället namnet Gnathacmaeops pratensis. Enligt Catalogue of Life ingår gul kulhalsbock i släktet Acmaeops och familjen långhorningar, men enligt Dyntaxa är tillhörigheten istället släktet Gnathacmaeops och familjen långhorningar.
Artens utbredningsområde är:
- Frankrike.
- Kazakstan.
- Ukraina.

Arten är reproducerande i Sverige. Inga underarter finns listade i Catalogue of Life.

## Bildgalleri

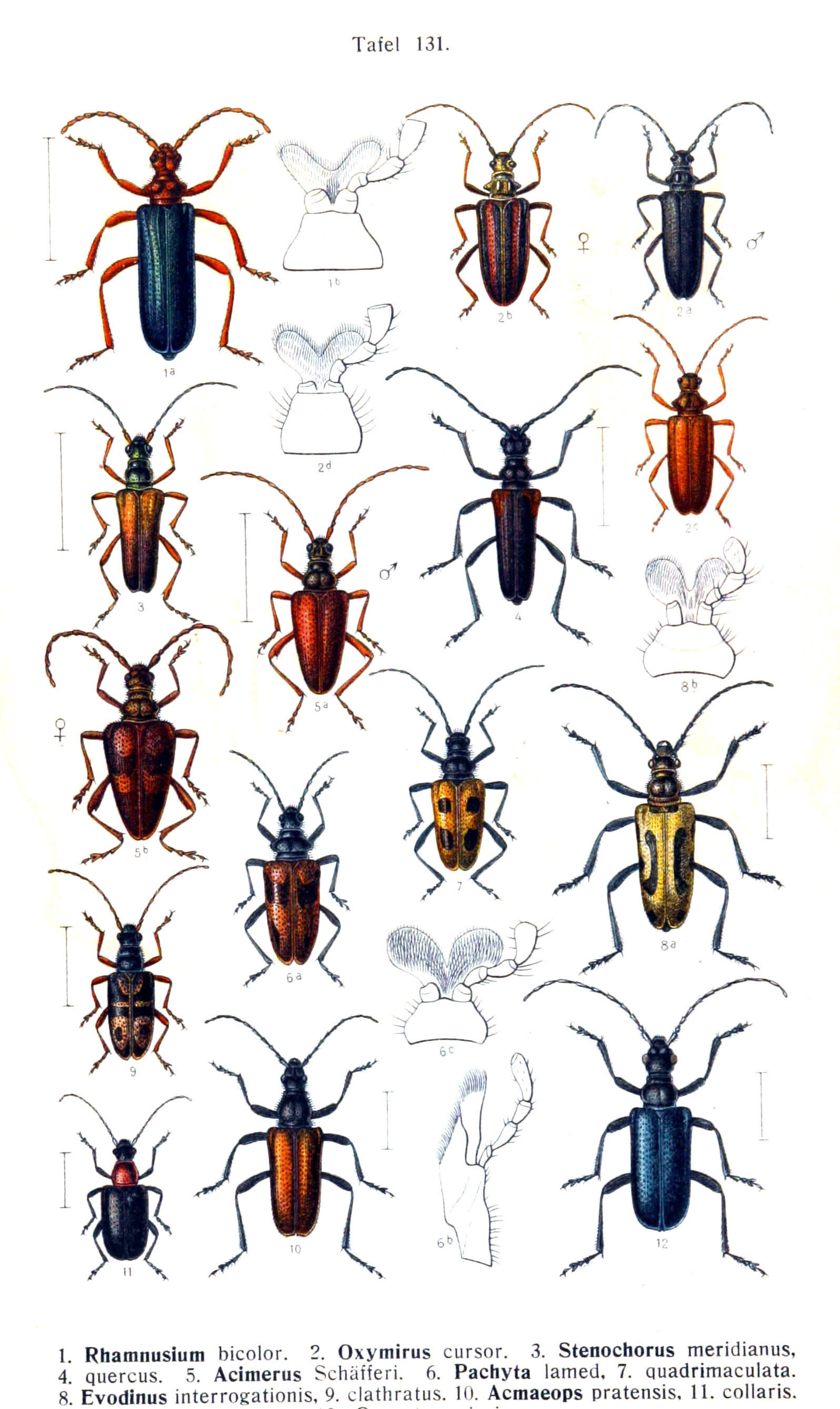